# Serge Bodin
Serge Bodin (* 1. September 1962 in Rennes) ist ein ehemaliger französischer Radrennfahrer und nationaler Meister im Radsport.

## Sportliche Laufbahn
Sein erster größerer Erfolg als Amateur waren die Siege in den Etappenrennen Tour de la Manche und Tour du Saosnois 1986. Er startete zunächst für den Verein VC Rennes, wechselte später zum CSM Puteaux. Zwei Jahre später gewann er die französische Meisterschaft der Amateure im Straßenrennen vor Laurent Madouas. Danach belegte er im Trikot des französischen Meisters noch in elf Rennen den zweiten Platz, konnte bis zum Saisonende aber nicht mehr gewinnen. 1989 wurde er Berufsfahrer im Radsportteam Fagor-MBK. Er beendete seine Laufbahn nach nur einem Jahr, als der Sponsor die Mannschaft auflöste und er keinen neuen Vertrag mit einem anderen Team bekam.